# Sexten
Sexten (em italiano Sesto) é uma comuna italiana da região do Trentino-Alto Ádige, província de Bolzano, com 1 925 habitantes. Estende-se por uma área de 80 km², tendo uma densidade populacional de 24 hab/km². Faz fronteira com Auronzo di Cadore (BL), Comelico Superiore (BL), Dobbiaco, San Candido.

## Demografia
| Variação demográfica do município entre 1861 e 2011                               |
|                                                                                   |
| Fonte: Istituto Nazionale di Statistica (ISTAT) - Elaboração gráfica da Wikipedia |